# 合生黔蕨
合生黔蕨（学名：Phanerophlebiopsis coadunata）为鳞毛蕨科黔蕨属下的一个种。现接受名为粗齿黔蕨（Arachniodes blinii (H.Lév.) Nakaike）。